# Odontotaenius floridanus
Odontotaenius floridanus es una especie de coleóptero de la familia Passalidae.

## Distribución geográfica
Habita en el Neártico.